# Österreichische Eishockey-Meisterschaft 1926/27
Die Saison 1926/27 war die 5. Austragung der österreichischen Eishockey-Meisterschaft, die vom ÖEHV organisiert wurde. Die Österreichische Meisterschaft gewann der Wiener Eislauf-Verein, während die erste Mannschaft des Wiener AC in die zweite Spielklasse absteigen sollte. Aufgrund einer erneuten Ligenreform wurde eine eigene Liga für die Reservemannschaften geschaffen, so dass der Wiener AC in der obersten Spielklasse verblieb.

## Ligagruppe
| Pl. | Mannschaft               | Sp | S | U | N | Tore  | Punkte |
| --- | ------------------------ | -- | - | - | - | ----- | ------ |
| 1.  | Wiener Eislauf-Verein    | 5  | 5 | 0 | 0 | 49:03 | 10     |
| 2.  | Wiener Eislauf-Verein II | 5  | 4 | 0 | 1 | 15:06 | 8      |
| 3.  | Pötzleinsdorfer SK       | 5  | 2 | 0 | 3 | 14:14 | 4      |
| 4.  | Cottage EV               | 5  | 2 | 0 | 3 | 08:20 | 4      |
| 5.  | VfB Wien                 | 5  | 1 | 1 | 3 | 05:14 | 3      |
| 6.  | Wiener AC                | 5  | 0 | 1 | 4 | 02:36 | 1      |

Abkürzungen:  Pl. = Platz, Sp = Spiele, S = Siege, U = Unentschieden, N = Niederlagen

Erläuterungen:  Meister, Absteiger in die Gruppe I

## Gruppe I
| Pl. | Mannschaft            | Sp | S | U | N | Tore  | Punkte |
| --- | --------------------- | -- | - | - | - | ----- | ------ |
| 1.  | Pötzleinsdorfer SK II | 3  | 3 | 0 | 0 | 10:01 | 6      |
| 2.  | Cottage EV II         | 3  | 2 | 0 | 1 | 04:02 | 4      |
| 3.  | Stockerauer EV        | 3  | 1 | 0 | 2 | 07:09 | 2      |
| 4.  | Sportklub Hertha      | 3  | 0 | 0 | 3 | 01:10 | 0      |

Erläuterungen:  Gruppensieger

## Gruppe II
| Pl. | Mannschaft                              | Sp | S | U | N | Tore  | Punkte |
| --- | --------------------------------------- | -- | - | - | - | ----- | ------ |
| 1.  | Floridsdorfer AC                        | 3  | 2 | 0 | 1 | 13:03 | 4      |
|     | EV Korneuburg                           | 2  | 1 | 0 | 1 | 06:06 | 2      |
|     | Österreichische Lehrer-Sportvereinigung | 2  | 1 | 0 | 1 | 06:06 | 2      |
| 4.  | Wiener Hockeyverein                     | 3  | 0 | 0 | 3 | 03:14 | 0      |

Erläuterungen:  Gruppensieger, Absteiger in die Gruppe IIII

## Gruppe III
| Pl. | Mannschaft                  | Sp | S | U | N | Tore  | Punkte |
| --- | --------------------------- | -- | - | - | - | ----- | ------ |
| 1.  | Währinger Jugendspielverein | 3  | 3 | 0 | 0 | 10:0  | 6      |
| 2.  | Wiener Bewegungssport-Club  | 3  | 2 | 0 | 1 | 12:01 | 4      |
| 3.  | Wiener AC II                | 2  | 0 | 0 | 2 | 00:09 | 0      |
| 4.  | EV St. Pölten               | 2  | 0 | 0 | 0 | 00:12 | 0      |